# Famille della Rocca
La famille della Rocca ou di a Rocca est une des plus anciennes et importantes familles de la noblesse corse.

## Origines
Cette famille est originaire de la Cinarca où ils sont seigneurs de la Rocca. C'est une branche cadette de la famille de Colonna di Cinarca issue de Cinarco di Cinarca, comte de la Cinarca, seigneur de Saint Georges. C'est donc une famille appartenant à la lignée des Cinarchesi.
Le premier à porter le nom est Arrigo della Rocca qui reprend le nom du fief de son trisaïeul Gugliemu di Cinarca (1175-1258), seigneur della Rocca di Valle, lui-même fils d'Arrigo III di Cinarca, Comte de Corse mort en 1239.

## Histoire
Au XIIIe siècle, les Cinarchesi prennent le pouvoir en renversant les Biancolacci. Les della Rocca prennent alors le contrôle du sud de la corse et obtiennent des suffrages populaires le titre de comte de Corse en la personne de Sinucello della Rocca,,,.
La famille della Rocca conserve le pouvoir grâce à Arrigo della Rocca « prince de Corse » au XIVe siècle. À sa mort Vincentello d'Istria s'impose comme comte de Corse. Les della Rocca récupérons le titre au XVe siècle après l'élection de Paolo I. Le pouvoir passe ensuite à Giudice II della Rocca et enfin Paolo II della Rocca. À sa mort les della Rocca perdent définitivement le pouvoir. Ils conserverons néanmoins un puissant fief dans la Terra di Signori englobant Sarténe, Bonifaziu et portu-veghju. L'actuelle région de l'Alta Rocca (Lévie, Aullène, etc.) et de la Rocca (Viggianello, Arbellara, Fozzano et Sainte Marie de Figaniella).
Finalement, au XVIe siècle les génois chassent le dernier comte et s'emparent de l'île. Les della Rocca perdent leur fief comme tous les autres seigneurs.

## Principaux personnages
- Sinucello della Rocca, comte de Corse pour la république de Pise
  - Rinuccio della Rocca, comte de la Rocca et du Talavo
    - Arrigo della Rocca, lieutenant général de Corse-Sardaigne pour la Couronne d'Aragon puis prince souverain de Corse

Cette famille a donné de nombreuses ramifications dont :
- Istria puis Colonna d'Istria
- Cesari Rocca
- da Leca
- d'Ornano
- de Peretti della Rocca[6]
- Ettori de Quenza[6]
- Pietri de Sartène[6]
- Susini, Roccaserra, Pandolfi, Vincentelli de Serra di Scopamente[6]
- Zonza[6]
- Orlandi[6]
- Rocca[6]
- Filippi[6]
- Lanfranchi[6],[7], (Lévie, Aullène et Viggianello)

## Héraldique
Le blason des della Rocca est « d'argent à une tour donjonnée au naturel, surmontée d'une balance de sable mouvante du chef »,.